# Seménivka (Bilhorod-Dnistrovskyi)
Semenivka  (ucraniano: Семенівка) es una localidad del Raión de Bilhorod-Dnistrovskyi en el Óblast de Odesa de Ucrania. Según el censo de 2001, tiene una población de 588 habitantes.